# Telipinusz (isten)

A N 07762 múzeumi katalógusszámú felirat, amely a CTH#324.I.B táblához tartozik és két töredékből, a 469/e és 242/f számúakból állították össze. Forráskiadása a KUB 33.2-ben jelent meg.

Telipinusz (Dte-li/le-pi2/bi-nu(-u)[-ša/uš], normalizált alakban Telepinu, Telipinu, Telepinuš, Telipinuš, az írásmódból adódóan esetleg Telpinu, Telibun, luvi ) hatti eredetű hettita isten, a gazdálkodás védnöke. A luvi írásban egy fa stilizált ábrája a jele, ami egyértelműen utal a növényi jellegére, eltérően a korábbi mezopotámiai, állatvilághoz kötődő (általában pásztorkodáshoz kapcsolódó) termékenységistenekkel.
Az időjárás (eredetileg Taru, később Tarhuntasz) és a termékenységjelkép, az arinnai Napistennő gyermeke. Mítoszainak sok változata maradt fenn, de ezek közül sok nagyon töredékes, vagy csak utalás. A két legfontosabb történet a Telipinusz és a Tengeristen leánya és a Telipinusz eltűnése. Az isten neve népszerű személynévvé vált.
Az alapváltozat szerint Telipinusz eltűnik a világból, ezzel a világban megszűnt a növények és állatok termékenysége, pusztulás és kétségbeesés lett úrrá az istenek és emberek világában. Az istenek mindenhol keresik, de csak a Hannahannah által küldött méh találja meg, s ennek csípésére ébred fel hosszú álmából. E csípésre azonban Telipinusz éktelen haragra gerjed, és haragjában „eltereli a folyók áramlását és lerombolja a házakat”.
Telipinuszt végül Kamruszepa istennő mágiája nyugtatja meg, s ezután hazatér, helyreállítva az élőlények termékenységét.
Az eltűnő (meghaló) és visszatérő (feltámadó) istenek a növényzet évszakos változásaihoz kapcsolódnak, így Telipinusz elsődlegesen növényi jellegű isten, termékenységi vonatkozásaiban csatlakozik Dumuzi, Tammuz és Adonisz kultuszaihoz, bár az első kettőtől eltérően vegetációs és nem az állattenyésztéssel függ össze. Maga a hettita papság is azonosította Dumuzival.
A hettita vallás területi alapú henoteizmus volt, Telipinusz a városi panteonok legősibb rétegéhez tartozik. Tiszteletének elsődleges körzetei Közép- és Észak-Anatóliában voltak, fő kultuszhelyei Tavinijasz, Turmitta, Lihzina, Hakmisz, Hanahna és Kaszha, az istenlistákon ezeken a helyeken elsőként szerepel és a települések elsődleges védnöke. Legkésőbb az i. e. 14. században Dél-Anatóliában is elterjedt. Időnként istentriászt alkot a Gabonaistennővel és a akkád eredetű Szumukannal, a szarvasmarha-állomány védnökével. Mindannyian a termékenységgel és az emberi élelemmel kapcsolatos istenek.